# Іванов Валентин Валентинович
Валентин Валентинович Іванов (4 липня 1961, Москва) — радянський футболіст, півзахисник і нападник, російський футбольний арбітр міжнародної категорії. Син футболіста та тренера Валентина Іванова та гімнастки Лідії Іванової. Майстер спорту з 1982 року. Викладач фізкультури.

## Біографія

### Ігрова кар'єра
Розпочинав кар'єру як футболіст, грав за московське «Торпедо», з яким дійшов до фіналу Кубка СРСР 1983 року. Згодом грав за нижчолігові команди «Динамо» (Брянськ) і «Динамо» (Ставрополь). В 1986 році завершив футбольну кар'єру, формальним приводом чому послужили проблеми зі спиною.

### Суддівська кар'єра
З 1993 року почав судити матчі найвищого дивізіону Росії. Право обслуговувати міжнародні матчі отримав 1 січня 1997 року. Першою міжнародною грою, яку судив Валентин Іванов, був матч між збірними команд Люксембургу та Польщі у 1999 році. Однак він уже брав участь у чемпіонаті світу з футболу 1994 року в США асистентом, а роком раніше виконував ту ж роль у юнацькому чемпіонаті світу до 17 років в Японії.

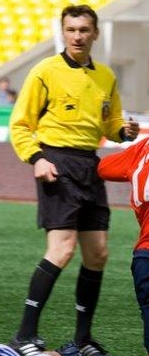
Валентин Іванов у 2007 році

Надалі судив матчі молодіжного чемпіонату Європи 2000 року в Словаччині, ігри Кубка конфедерацій 2003 року, де обслуговував матч групового етапу Бразилія — Камерун і фінал між Францією та Камеруном, а також гру Міжконтинентального кубка 2003 року в Йокогамі між «Міланом» і «Бока Хуніорс».
У 2004 році він обслуговував три матчі на чемпіонаті Європи в Португалії: ігри групового етапу Англія — Швейцарія, Італія — Болгарія та чвертьфінал між Чехією і Данією.
15 липня 2005 року Іванов судив фінальний матч чемпіонату Саудівської Аравії 2004/05 (також у ході кар'єри працював на матчах чемпіонатів Білорусії та Ірану). У тому ж 2005 році був визнаний найкращим арбітром року в Росії, ставши першим лауреатом організованого газетою «Спорт-Експрес» конкурсу «Золота мантія».
Він також може похвалитися суддівством у двох півфіналах Ліги чемпіонів (у 2003 і 2006 роках) і у двох півфіналах Кубка УЄФА (у 2003 і 2004 роках).

#### Чемпіонат світу 2006
На чемпіонаті світу в Німеччині Іванов відсудив матчі групового етапу Франція — Чехія та Німеччина — Еквадор.
25 червня 2006 року Валентин Іванов обслуговував матч 1/8 фіналу між Португалією та Нідерландами. У тій грі Валентин Іванов показав 16 жовтих карток (Іванов 7 разів покарав футболістів збірної Нідерландів та 9 разів футболістів збірної Португалії), що стало повторенням рекорду чемпіонатів, який встановив іспанський арбітр Антоніо Лопес Ньєто у матчі 1/8 фіналу турніру 2002 року (2022 року інший іспанський арбітр Антоніо Матео Лаос перевищив рекорд, показавши 18 жовтих карток у грі між Нідерландами та Аргентиною). В тому числі Іванов показав 4 другі жовті, за якими були червоні (португальцям Коштіньї та Деку і нідерландцям Халіду Буларузу та Джованні ван Бронкгорсту), що стало рекордом чемпіонатів світу. Після закінчення матчу президент ФІФА Зепп Блаттер висловив негативну оцінку суддівства матчу, жартома сказавши, що Іванов виглядав «як ходяча жовта картка» через його жовту майку.
4 липня 2006 року на пресконференції у Берліні Блаттер висловив жаль про те, що розкритикував роботу російського судді Валентина Іванова одразу після матчу. «Я жалкую про зауваження, зроблене у зв'язку із суддівством Іванова у матчі Португалія — Нідерланди. Гравці заслужили на жовті картки». Блаттер нарік на те, що не мав можливості особисто поговорити з Івановим перед його від'їздом на батьківщину. Але дав зрозуміти, що він має намір «помиритися» із ним через російську Колегію футбольних арбітрів.

### Подальша робота
Кар'єру міжнародного судді Валентин Іванов завершив у грудні 2006 року, оскільки йому виповнилося 45 років. 2007 року став рекордсменом чемпіонату Росії серед суддів — на його рахунку 180 ігор, того ж року оголосив про завершення своєї суддівської кар'єри.
30 грудня 2013 року президент РФС Микола Толстих офіційно представив Валентина Іванова новим керівником департаменту суддівства та інспектування. З 3 січня 2014 року він очолив російський суддівський корпус, змінивши на цій посаді італійця Роберто Розетті. Як заявив Іванов, допомагати в департаменті суддівства та інспектування РФС йому будуть Сергій Зуєв, Станіслав Сухіна та Володимир Єнютін. 6 жовтня 2016 року Іванов залишив пост, причини відходу названі не були.